# Evropský rok kulturního dědictví

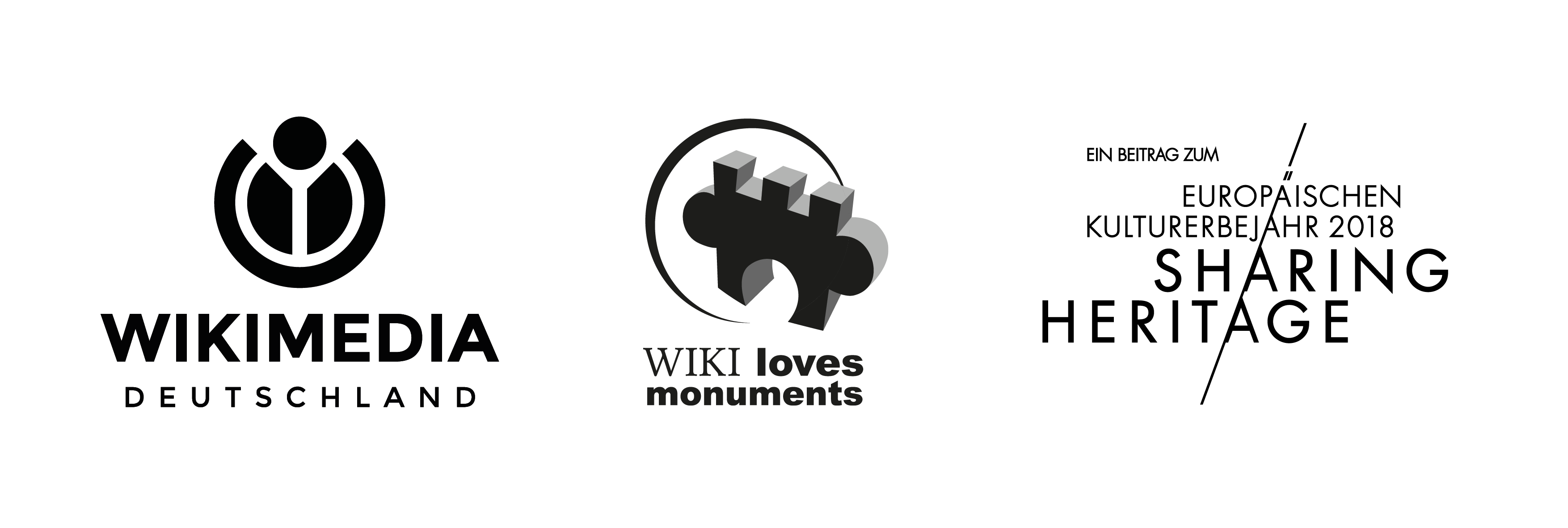
Loga Evropského roku kulturního dědictví (2018), Wiki Loves Monument a Wikimedia

Rok 2018 byl Evropskou komisí vyhlášen Evropským rokem kulturního dědictví. Cílem bylo zvýšit povědomí o historii a společných hodnotách a posílit tak pocit sounáležitosti s Evropou. Mottem, které si Evropská unie zvolila, bylo: „Naše dědictví: kde se minulost setkává s budoucností“.
Téma bylo oznámeno v roce 2017, rok byl oficiálně zahájen 31. ledna 2018.
Této iniciativy se účastnilo 28 evropských zemí. Celkem proběhlo 10 150 akcí, na nichž se odhaduje celková účast 1 120 000 lidí.